# Râul Șeredeanca
Râul Șeredeanca este un curs de apă, afluent al râului Crasna